# Maj-Lis Skaltje
Majlis (Maj-Lis) Ingegerd Skaltje, född 19 september 1940  i Báste sameby, är en samisk-svensk journalist, författare och konstnär.

## Biografi
Maj-Lis Skaltje är uppvuxen i Báste sameby nära Harrå nordväst om Gällivare, där hennes far John Skaltje var renägare. Hon utbildade sig i samhällsvetenskap och tog en examen vid Uppsala universitet.
Hon kom till Sveriges Radio i Luleå 1966 och var redaktör för samiska program på den då nystartade Sameradion och senare också teveproducent. Hon har också varit medarbetare på Nordiskt-samiskt institut vid  Sámi Allaskuvla/Samiska högskolan i Kautokeino. År 1989 slutade hon vid radion för att bli bildkonstnär, och utbildade sig i måleri på Bildkonstakademin i Helsingfors i fyra år. Hon har också studerat samisk kultur vid Universitetet i Oslo och Uleåborgs universitet.
Maj-Lis Skaltje har under 1990-talet genom intervjuer med äldre samer dokumenterat jojkar i ett av Svenska Samernas Riksförbund initierat projekt, vilket bland annat resulterat i en bok 2005 på¨nordsamiska om jojkar. Hon har också fått sig tillägnad jojken Maj-Lis Skaltje, inspelad av jojkerskan Inga Juuso och basisten Steinar Raknes på CD:n Skáidi - Where the rivers meet 2007. 
Maj-Lis Skaltje fick Sällskapet Johan Nordlanders kulturpris för 2012 med motiveringen: "för sitt engagerade och intensiva arbete för att visa på den samiska kulturens centrala betydelse i det nordliga rummet". Hon är gift med konsthantverkaren och renägaren Per (Järva-Per) Blind (född 1939) och bor i Puoltsa i Kiruna kommun.